# Gino Bramieri
Luigi Bramieri, detto Gino (Milano, 20 giugno 1928 – Milano, 18 giugno 1996), è stato un comico, attore, cabarettista, umorista, conduttore televisivo, cantante e conduttore radiofonico italiano.

## Biografia

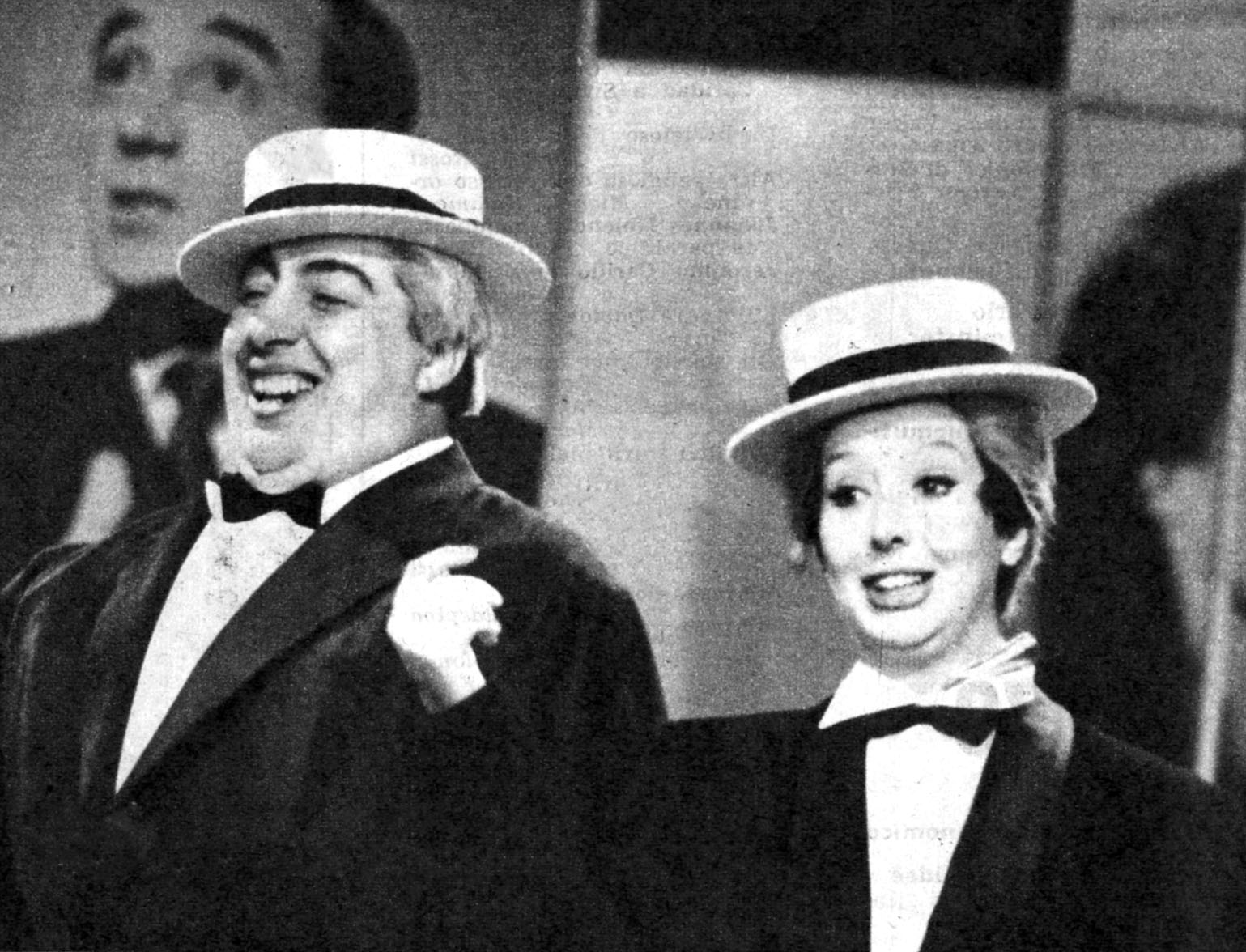
Gino Bramieri e Marisa Del Frate ne L'amico del giaguaro

Nacque a Milano il 20 giugno 1928, terzo e ultimo figlio di Angelo, falegname ed ebanista, e di Giulia Botturi, in una casa di ringhiera del quartiere di Brera. Suo padre gli trovò lavoro ancora quattordicenne, come fattorino presso la Banca Commerciale Italiana, nella sede di piazza della Scala, ma lui preferì fare l'apprendista in teatro, rammendando bottoni e manovrando il sipario.

Il suo debutto come artista risale alla fine del 1943, in uno spettacolo a favore degli sfollati nella piazza di Rovellasca, ma quello teatrale lo avrà a sedici anni (con un'unica battuta: «C'è una lettera per te!»), il 27 settembre 1944 al Teatro Augusteo di Milano in Cretinopoli. Il suo primo vero spettacolo con pubblico pagante fu all'Anteo, con: Brabito (dal nome dei tre protagonisti: Bramieri, Bisi, Tognato). Si diplomò ragioniere alle scuole serali. Fondamentale, nella sua formazione artistica, l'esperienza maturata nella compagnia teatrale "Gilberto Govi", a Genova, che gli conferiva, tra l'altro, l'assoluta padronanza della cadenza dialettale genovese in alcune delle sue più famose barzellette e scenette teatrali.

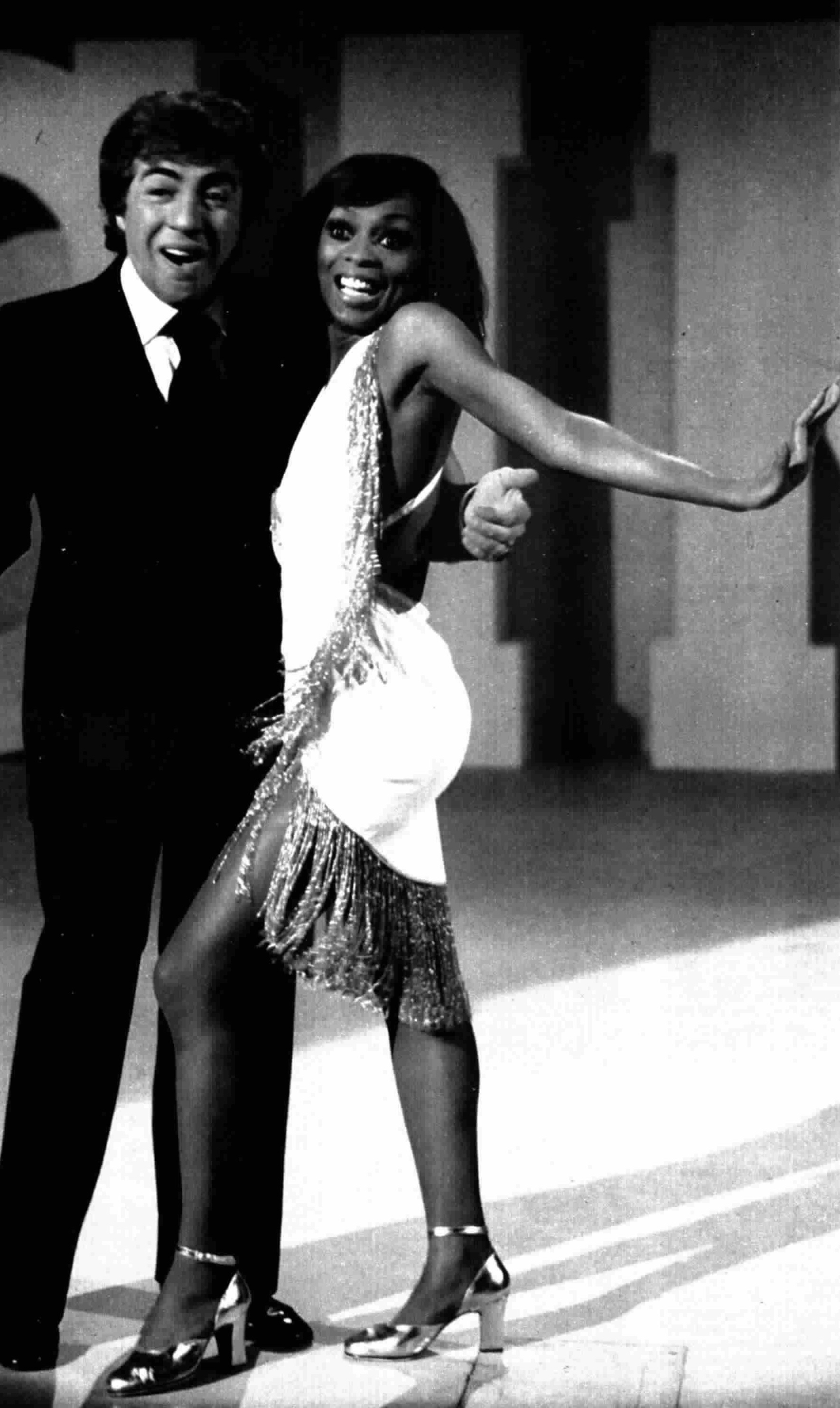
Gino Bramieri e Lola Falana negli anni settanta nella trasmissione televisiva Hai visto mai?

Ha lavorato con Franco e Ciccio, Peppino De Filippo, Aldo Fabrizi, Ave Ninchi, Nino Taranto, Raimondo Vianello, Totò. È stato interprete di oltre trenta film. In TV ottenne grande successo nel programma condotto da Corrado L'amico del giaguaro con Raffaele Pisu e Marisa Del Frate. Sulle reti Mediaset, negli ultimi anni della sua vita, è stato protagonista della sit-com Nonno Felice e del suo spin-off Norma e Felice. Italo Terzoli ed Enrico Vaime sono stati i suoi autori "di riferimento": con i loro copioni ha ottenuto grandi successi nel teatro leggero, da La sveglia al collo ad Anche i bancari hanno un'anima e La vita comincia ogni mattina (spettacoli prodotti, dalla fine degli anni sessanta, da Garinei e Giovannini, con i quali Bramieri cominciò la sua collaborazione nel 1969 con Angeli in bandiera in "ditta" con Milva).

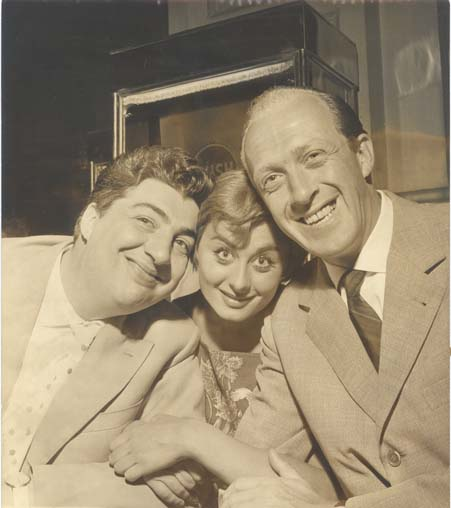
Gino Bramieri (a sinistra), in compagnia di Sandra Mondaini e Raimondo Vianello nel 1958

È stato il conduttore, tra la fine degli anni sessanta e i primi anni settanta, del varietà radiofonico Batto quattro, sempre a firma di Terzoli e Vaime, in onda il sabato mattina sul Secondo Programma per il quale diede vita ad alcuni suoi personaggi/macchiette (famoso "il Carugati"). Negli stessi anni è stato protagonista di numerose serie di varietà televisivi trasmessi dalla Rai: Tigre contro tigre (1966), Il signore ha suonato? (1966), Eccetera, eccetera (1967), Stasera Gino Bramieri (1969), E noi qui (1970), Hai visto mai? (1973), Punto e basta (1975), della serie del G. B. Show (1982-88), sempre affiancato da grandi showgirl come Loretta Goggi, Sylvie Vartan, Lola Falana, oltre alla sua partecipazione in altri grandi varietà, come Milleluci, Felicibumtà. È stato tra i primi attori comici a partecipare - in gara - al Festival di Sanremo presentando nel 1962 i brani Lui andava a cavallo e Pesca tu che pesco anch'io.
Oltre a una grande maestria nel condurre scenette comiche e nel creare personaggi e macchiette, la sua specialità era quella di raccontare barzellette, che in genere erano molto brevi (a volte fatte di sole due battute, "botta e risposta"), spesso surreali; di questa sua abilità amava dire: "Il problema di raccontare una bella barzelletta è che inevitabilmente ne fa venire in mente una orribile a chi l'ascolta". Questa sola particolarità lo rese maggiormente famoso, considerando soprattutto che le barzellette che sapeva erano migliaia, raccolte in una serie di volumi tra cui 50 chili fa, ispirato alla perdita di peso che, a inizio anni settanta, gli consentì di trovare una nuova dimensione artistica. Una sua serie di pubblicità in Carosello, per il Moplen, fu tra le più apprezzate.
Il 5 febbraio 1981 Bramieri si trovava alla guida di un'Alfa 6, in compagnia di Sergio Tardioli e Liana Trouché, moglie di Aldo Giuffré, con cui stava recitando nello spettacolo di Terzoli e Vaime Felici e contenti. Sull'autostrada A16 l'auto uscì di strada e l'attrice morì sul colpo.
Gino Bramieri morì d'un tumore del pancreas il 18 giugno 1996, due giorni prima del suo 68º compleanno, all'Istituto Europeo di Oncologia di Umberto Veronesi. La cerimonia funebre ebbe luogo presso la basilica di San Nazaro in Brolo a Milano, alla presenza di oltre duemila persone. Avvolto nella bandiera nerazzurra dell'Inter, fu tumulato nel Cimitero Monumentale di Milano; il 2 novembre 2005 il suo nome ottenne l'iscrizione al famedio del cimitero.

## Vita privata
Si sposò il 21 giugno 1948 con la ventiquattrenne Maria Barbieri, detta Nuccia (1924-1998), aspirante cantante residente nel quartiere di Niguarda. I due si separarono dopo quasi quarant'anni, ma senza divorziare. Dal matrimonio nacque l'unico figlio di Bramieri, Cesare, morto poi nel 2008. Ebbe anche altre due compagne, Ida Petruccetti e Angela Baldassini, che fu al suo fianco dal 1988 in poi. Visse a lungo in un appartamento della Torre Velasca.

## Citazioni e omaggi
- Nel 2006 in occasione del decennale della sua morte, il comune di Milano gli ha intitolato una via (che unisce via Monte Santo a via Marco Polo) nella zona di Porta Nuova.
- Nel 2009 Roma gli ha intitolato un viale nel parco del Pineto, in zona Balduina[13].

## Filmografia

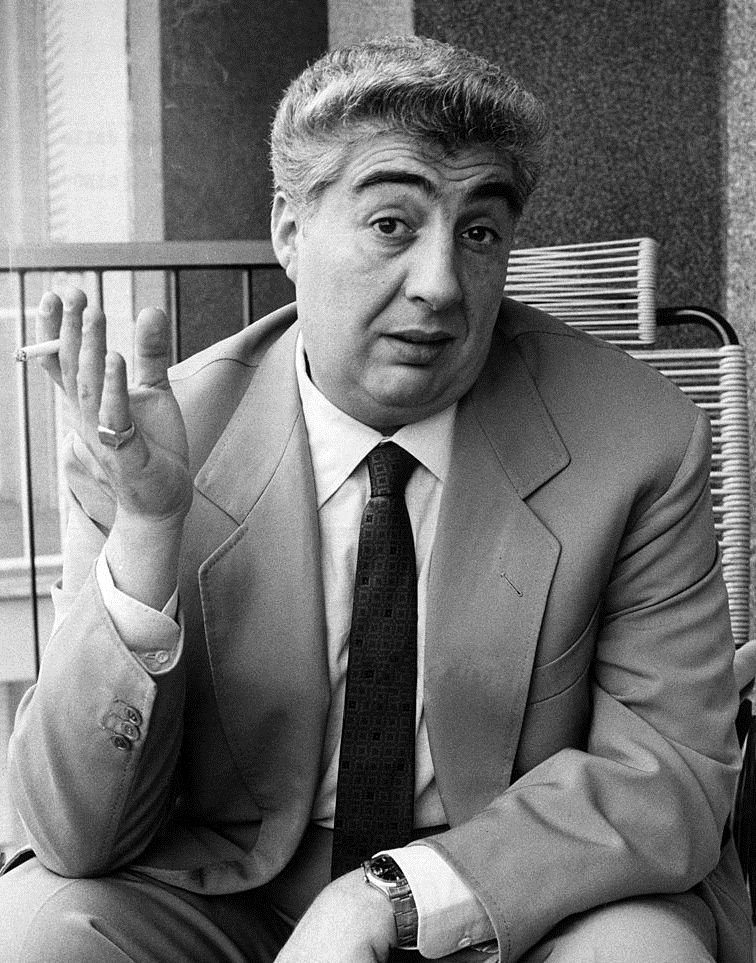
Gino Bramieri nel 1966

### Cinema
- Siamo tutti milanesi, regia di Mario Landi (1953)
- Amarti è il mio peccato (Suor Celeste), regia di Sergio Grieco (1954)
- Avanzi di galera, regia di Vittorio Cottafavi (1954)
- I tre ladri, regia di Lionello De Felice (1954)
- Per le vie della città, regia di Luigi Giachino (1956)
- Peppino, le modelle e... "chella llà", regia di Mario Mattoli (1957)
- Scandali al mare, regia di Marino Girolami (1961)
- Maciste contro Ercole nella valle dei guai, regia di Mario Mattoli (1961)
- Twist, lolite e vitelloni, regia di Marino Girolami (1962)
- Nerone '71, regia di Filippo Walter Ratti (1962)
- L'assassino si chiama Pompeo, regia di Marino Girolami (1962)
- Il medico delle donne, regia di Marino Girolami (1962)
- Gli eroi del doppio gioco, regia di Camillo Mastrocinque (1962)
- Canzoni a tempo di twist, regia di Stefano Canzio (1962)
- Colpo gobbo all'italiana, regia di Lucio Fulci (1962)
- I tre nemici, regia di Giorgio Simonelli (1962)
- La traversata di Milano, episodio di Gli italiani e le donne, regia di Marino Girolami (1962)
- Un marito in condominio, regia di Angelo Dorigo (1963)
- Siamo tutti pomicioni, regia di Marino Girolami (1963)
- I 4 tassisti, regia di Giorgio Bianchi (1963)
- Adultero lui, adultera lei, regia di Raffaello Matarazzo (1963)
- In ginocchio da te, regia di Ettore Maria Fizzarotti (1964)
- Non son degno di te, regia di Ettore Maria Fizzarotti (1965)
- Se non avessi più te, regia di Ettore Maria Fizzarotti (1965)
- Rita la zanzara, regia di Lina Wertmüller (1966)
- Perdono, regia di Ettore Maria Fizzarotti (1966)
- Nessuno mi può giudicare, regia di Ettore Maria Fizzarotti (1966)
- Chimera, regia di Ettore Maria Fizzarotti (1968)
- Nel giorno del Signore, regia di Bruno Corbucci (1970)
- W le donne, regia di Aldo Grimaldi (1970)
- Per amore di Cesarina, regia di Vittorio Sindoni (1976)
- Oh, Serafina!, regia di Alberto Lattuada (1976)
- Arriva lo sceicco, episodio di Ride bene... chi ride ultimo, regia di Gino Bramieri (1977)
- Maschio latino... cercasi, regia di Giovanni Narzisi (1977)
- Ridendo e scherzando, regia di Marco Aleandri (1978)

### Televisione

Con Raffaele Pisu e Roberto Villa ne L'amico del giaguaro

- Esami di maturità di Ladislao Fodor, regia di Mario Landi, trasmessa l'8 ottobre 1954.
- Manettoni e Pippo Fantasma, regia di Alda Grimaldi (1960)
- Biblioteca di Studio Uno: Il dottor Jekyll e mister Hyde, regia di Antonello Falqui – varietà antologico (1964)
- Biblioteca di Studio Uno: Al Grand Hotel, regia di Antonello Falqui – varietà antologico (1964)
- Lieto fine, regia di Gianfranco Bettetini, trasmessa dal Programma Nazionale il 12 settembre 1965.
- Graditi ospiti, regia di Vito Molinari (1967)
- Felicita Colombo, regia di Antonello Falqui (1968)
- Mai di sabato signora Lisistrata, regia di Vito Molinari (1971)
- Un mandarino per Teo, regia di Eros Macchi – film TV (1974)
- Anche i bancari hanno un'anima, regia di Pietro Garinei e Gino Landi (1979)
- La vita comincia ogni mattina, regia di Pietro Garinei – commedia TV (1981)
- Nonno Felice – serie TV (1993-1995)
- Norma e Felice – serie TV (1995)

## Programmi TV
- La ragazza indiavolata, commedia musicale di Ralph Benatzky, regia di Silverio Blasi, trasmessa il 17 giugno 1958
- Manettoni e Pippo fantasma, Frasa di Aureliano Antonelli, regia di Alda Grimaldi giugno 1960
- L'amico del giaguaro, regia di Vito Molinari (Programma Nazionale, 1961-1962, 1964)
- Leggerissimo (1963)
- Tigre contro tigre (Programma Nazionale, 1966)
- Il signore ha suonato? (Programma Nazionale, 1966)
- Eccetera, eccetera (Programma Nazionale, 1967)
- Stasera Gino Bramieri (Programma Nazionale, 1969)
- E noi qui (Programma Nazionale, 1970)
- Hai visto mai?, regia di Enzo Trapani (Programma Nazionale, 1973)
- Milleluci (Programma Nazionale, 1974)
- Felicibumtà (1974)
- Punto e basta, regia di Eros Macchi (Programma Nazionale, 1975)
- G. B. Show, regia di Gino Landi (Rete 2, 1982-1983; Rai 2, 1983-1988)
- Risate il Capodanno (Canale 5, 1990)
- La sai l'ultima? (Canale 5, 1995-1996)

### Pubblicità
- Sole Piatti (1981-1983)
- Mandorlato Balocco (1986)
- IFIP Prestiti (1989-1991)
- Gran Biscotto Rovagnati (1995)

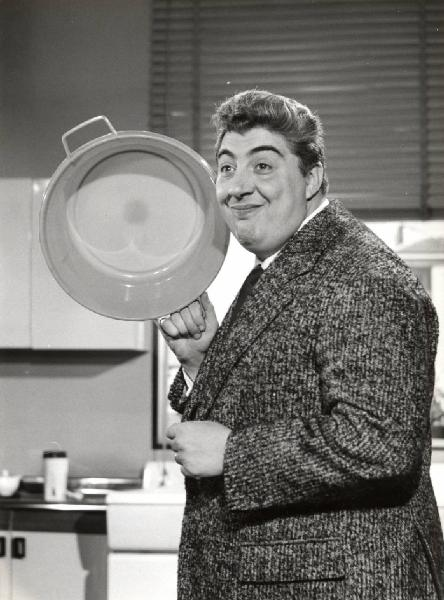
Gino Bramieri nella pubblicità del moplen (1960)

Partecipò inoltre a numerose serie di sketch della rubrica pubblicitaria televisiva Carosello pubblicizzando:
- nel 1957 il caffè Hag;
- nel 1958 e 1959 con Carlo Rizzo, Lea Bersanti (1958) e Aurelio Fierro (1959) l'Idrolitina della Gazzoni;
- nel 1959 con Rosella Spinelli, Renzo Montagnani e Gianni Musy il brandy Stock 84;
- nel 1960 con Dario Fo l'acqua minerale e il Chinotto delle Terme di Recoaro;
- nel 1961 olio e vino Bertolli; con Wilma Casagrande Moplen, Ducotone della Montecatini (poi Montedison Petrolchimica); con Ugo Bologna il rasoio a due testine della Philips;
- dal 1962 al 1968 la biancheria Movil della Montecatini Edison (nel 1963 con Roberto Villa, Mimmo Craig e Renato Tovaglieri; nel 1965 e 1966 con Ciccio Barbi ed Ettore Conti; nel 1967 con Alberto Sorrentino);
- nel 1968 nuovamente il Moplen; l’insetticida Timor della Montesud Petrolchimica;
- nel 1969 il Perborato Candeggiante della Montesud Petrolchimica; con Enzo Garinei ancora il Moplen;
- nel 1970 con Valeria Ciangottini sempre il Moplen;
- nel 1971 ancora il Moplen;
- nel 1972 con Alberto Sorrentini ancora il Moplen;
- nel 1974 la Pura Lana Vergine per il Segretariato Internazionale della Lana;
- nel 1975 ancora la Pura Lana Vergine per il Segretariato Internazionale della Lana.

## Radio
- Batto quattro, varietà di Terzoli e Vaime in onda il sabato mattina alle 10,35 dagli studi di Milano sul Secondo Programma Radiofonico Rai.
- Gran Varietà, ospite fisso di due edizioni (la quarta nel 1967 e l'ottava nel 1968) e presentatore degli ultimi due cicli (il 41° e 42°) dal 5 novembre 1978 all'8 luglio 1979.
- Patatine di contorno, rubrica che Gino Bramieri conduceva negli anni '70 sulla radio privata da lui fondata nel 1976: Radio Milano Ticinese, FM 88,650 MHz sede in Viale Famagosta 75 Storia della radiotelevisione italiana. Radio Milano Ticinese, la radio di Gino Bramieri | NL Newslinet.it.

## Discografia

### Album
- 1969 - Angeli in bandiera (Carosello, PLP 3279) con Milva e I Cantori Moderni di Alessandro Alessandroni
- 1973 - 50 chili fa (Edizioni Bietti – 108049)
- 1975 - Devo sempre raccontare barzellette
- 1977 - Devo sempre raccontare barzellette 2
- 1978 - Devo sempre raccontare barzellette 3
- 1983 - La vita comincia ogni mattina

### Singoli
- 1961 - Raimundo l'oriundo/Penuria d'anguria (CGD, N 9238)
- 1962 - Tulipan/A 15 anni (CGD, N 9332)
- 1962 - Lui andava a cavallo/Pesca tu che pesco anch'io (CGD, N 9340)
- 1962 - Nerone cha cha cha/A 15 anni (CGD, N 9363)
- 1963 - Movimento Movil/Ninna Nanna Movil Baby (Polydor)
- 1963 - Non gettarmi la sabbia negli occhi/Non togliere il tappo alla barca (Polydor, NH 54785)
- 1970 - Le mani/Bele (Bla Bla, BBR 1305)
- 1973 - Quella sera con la luna/Tirami in su la testa (Bla Bla, BBR 1337)
- 1977 - Motel/E per assurdo... amore (Skorpion, SK 3/207)
- 1978 - Il gambero blu/Facciamo l'amore (CAM, AMP 210)
- 1979 - Dai, dai, dai/La banda di Cesenatico (Cetra, SP 1207)
- 1979 - Tutto questo è Natale/Felici e contenti (Ariston, AR 00876)
- 1980 - So' gelosa/Sono geloso (Lupus, LUN 4913 Con Alida Chelli)
- 1984 - Caro nonno presidente/Caro nonno presidente Lato B: Piccoli Artisti di Torino (CGD,10541)

## Libri
- 50 chili fa, con cinque prefazioni sperimentali di Italo Terzoli e Enrico Vaime, con LP, Milano, Bietti, 1973.
- Io Bramieri vi racconto 400 barzellette, Milano, De Vecchi, 1976.
- Cari ragazzi... vi racconto un litro di barzellette, Milano, De Vecchi, 1977.
- La cucina di Gino Bramieri. 252 ricette allegre e gustose, Milano, De Vecchi, 1977.
- Io Bramieri, ve le racconto in un orecchio. Barzellette per adulti, Milano, De Vecchi, 1977; Barzellette v.m. 18 anni. Io, Bramieri, ve le racconto in un orecchio, Milano, De Vecchi, 1987. ISBN 88-412-5123-9.
- Il grande libro delle barzellette, Milano, De Vecchi, 1978.
- Italiani come me, sparliamoci addosso, Milano, De Vecchi, 1978.
- Barzellette su lei, lui e..., Milano, De Vecchi, 1981.
- Le mie nuovissime barzellette, Milano, De Vecchi, 1981.
- Barzellette su Onorevoli, Commendatori & Compagni, Milano, De Vecchi, 1982.
- Le barzellette irriverenti (suore, frati, vescovi, beati, dannati & affini), Milano, De Vecchi, 1982.
- Ridere da matti con Gino Bramieri, Milano, De Vecchi, 1982.
- Le mie nuovissime barzellette su denaro e ricchezza, Milano, De Vecchi, 1983.
- Il mio nuovissimo cocktail di barzellette, Milano, Omega, 1983.
- Barzellette su... corna e cornuti, Milano, De Vecchi, 1984.
- Il libro d'oro delle mie barzellette. Per tutti e per tutte le occasioni, Milano, De Vecchi, 1984.
- Una Milano mai vista, con Leonida Villani, collaborazione di Bruno Castellino, realizzazione fotografica di Massimo Dones, con il contributo di Rodolfo Perondi, Milano, Celip, 1985.
- Il grande libro delle barzellette, Milano, De Vecchi, 1986.
- Le mie nuovissime barzellette sui ricchi e... i poveri, Milano, De Vecchi, 1986. ISBN 88-412-5118-2.
- L'enciclopedia delle barzellette, Milano, Club degli editori, 1987.
- Il meglio di Gino Bramieri. Il libro d'oro delle mie barzellette da leggere, ridere e raccontare, Milano, De Vecchi, 1988. ISBN 88-412-5106-9.
- Sai l'ultima? Barzellette su amore e matrimonio per ridere da matti, Milano, De Vecchi, 1992. ISBN 88-412-5130-1.
- Ridi con me! Le ultimissime barzellette di Bramieri su denaro e ricchezza, Milano, De Vecchi, 1993. ISBN 88-412-5132-8.
- Barzellette per ragazzi, Milano, De Vecchi, 1996; Santarcangelo di Romagna, Rl, 2008. ISBN 978-88-6262-073-4.
- Le più belle barzellette di Gino Bramieri, Milano, DVE Italia, 2002. ISBN 88-412-5170-0.
- La sai questa?, a cura di Roberto Buffagni, con VHS, Milano, Mondadori, 2003. ISBN 88-04-51477-9.